# Haui József
Haui József (Komló, 1952. szeptember 10. –) Korcsmáros Pál-díjas magyar rajzfilmrendező, könyvillusztrátor és képregényrajzoló.

## Filmográfia

### Társrendezőként
- Vakáción a Mézga család (1978) Nepp Józseffel

- Élve eltemetve (1978)
- Magyar népmesék (1979-1984) Jankovics Marcellel

- Az égig érő fa (1979)
- A két koma (1979)
- A két aranyhajú fiú (1979)
- A rátóti csikótojás (1979)
- Előbb a tánc azután a lakoma (1984)
- A sündisznó (1984)
- Vízipók-csodapók (1980-1985) Szabó Szabolccsal

- Úszik a csigaház (1980)
- Csaláncsípés (1980)
- A kandicsrák kincsei (1980)
- Katicáék csemegéje (1980)
- Volt háló, nincs háló (1980)
- Az új háló (1980)
- Csigaház ajtóval (1980)
- A sáska nem szöcske (1980)
- A tojáscsősz (1980)
- Te mit sportolsz? (1980)
- Víz alatt, föld alatt (1980)
- A veszélyes homoktölcsér (1980)
- Eltáncolt üzenetek (1985)
- Vándorló levelek (1985)
- Az élelmes gyerekek (1985)
- Az orvvadász (1985)
- Felhő a tó felett (1985)
- A kellemetlen szomszédság (1985)
- Vendégek a tóban (1985)
- A párbaj (1985)
- A zavaros víz (1985)
- Mindenki tévedhet (1985)
- A nagy kirándulás (1985)
- Az öreg doktor (1985)
- Őszi szél (1985)
- Vízipók-csodapók (1982) Szabó Szabolccsal és Szombati Szabó Csabával
- Kérem a következőt! (1983)

- Krimi (1983)
- Terrorizmus (1983)
- Bucó, Szetti, Tacsi és az ékszertolvajok (1987) Rendezőként

### Rajzolóként és tervezőként
- Vízipók-csodapók (1976-1985)

- Búcsú a csigaháztól (1976) rajzolóként
- Kristálypalota (1976) rajzolóként
- Miért ugrál a vízibolha? (1976) rajzolóként
- A csigalift (1976) rajzolóként
- Árnyék a víz alatt (1976) rajzolóként
- A rák új ruhája (1976) rajzolóként
- Békabölcső (1976) rajzolóként
- Buborék nyaklánc (1976) rajzolóként
- Neveletlen szúnyoglárvák (1976) rajzolóként
- Csibor bácsi csomagol (1976) rajzolóként
- Katicáék csemegéje (1980) rajzolóként és tervezőként
- A tojáscsősz (1980) tervezőként
- Őszi szél (1985) rajzolóként
- Magyar népmesék (1977-1984)

- A kismalac és a farkasok (1977) tervezőként
- A kis gömböc (1977) tervezőként
- Méhek a vonaton (1977) tervezőként
- A kicsi dió (1977) tervezőként
- Az égig érő fa (1979) animátorként
- A két koma (1979) animátorként
- A két aranyhajú fiú (1979) animátorként
- Előbb a tánc azután a lakoma (1984) animátorként
- A sündisznó (1984) animátorként
- Vakáción a Mézga család (1978)

- Élve eltemetve (1978) tervezőként
- Gyerekek szürke háttér előtt (1982) mozdulattervezőként
- Az idő urai (1982) animátorként
- Die Ketchup-Vampire (1991)
- Albert mondja... a természet jobban tudja (1995)
- Téli mese (1996) fázisrajzolóként
- Vacak, az erdő hőse (1997) animátorként
- A sziget gyermeke (2004) tervezőként

### Forgatókönyvíróként
- Magyar népmesék (1979-1984)

- Az égig érő fa (1979)
- A két aranyhajú fiú (1979)
- A rátóti csikótojás (1979)
- Kérem a következőt! (1982)

- Kábítószer (1982)
- Divathóbort (1982)
- Játékszenvedély (1982)
- Turizmus (1982)
- Válások (1982)
- A sziget gyermeke (2004)

## Bibliográfia

### Képregényrajzolóként
- Vagyim Sefner – Kiss Ferenc: A négylábú tyúk (Füles 1996; Galaktika 327-328/2017))
- Gerald Durrell: Családom és egyéb állatfajták (Kis Füles 6/1997-7/1998[2]
- Rudyard Kipling: A magányosan sétáló macska (eredeti, Füles 1997/51-52; színes változat Füles 2015/33 - 2015/37)
- Wilhelm Hauff: A gólyakalifa (Füles 2014/34-45)[3]
- Robert Bloch: A pokolba tartó vonat (Galaktika 288-289/2014)
- Mihail Bulgakov: Kutyasziv (Galaktika 292-293/2014)
- Nemere István: Titok a kráter mélyén (Galaktika 339-346/2018-2019)